# National Treasure: Edge of History
National Treasure: Edge of History (prt: O Tesouro: No Limiar da História; bra: A Lenda do Tosouro Perdido: No Limiar da História) é uma série de televisão americana de ação e aventura desenvolvida para o serviço de streaming Disney+ baseada e uma continuação da série de filmes National Treasure. Estava definida para estrear em 14 de dezembro de 2022.

## Elenco
- Lisette Alexis como Jess Morales
- Lyndon Smith como Agente do FBI Ross
- Zuri Reed como Tasha
- Jake Austin Walker como Liam
- Antonio Cipriano como Oren
- Jordan Rodrigues como Ethan
- Catherine Zeta-Jones como Billie Pearce
- Justin Bartha como Riley Poole
- Harvey Keitel como Peter Sadusky

## Produção

### Desenvolvimento
No início de maio de 2020, Jerry Bruckheimer revelou em entrevista ao Collider que uma série de televisão do National Treasure estava em desenvolvimento para o Disney+. A série seguiria o mesmo conceito dos filmes com um elenco mais jovem. O roteiro do piloto foi concluído, com a trama da história continuada para o resto dos episódios. Em março de 2021, a Disney oficialmente deu luz verde à série. O título da série foi revelado em julho de 2022, antes de seu painel na San Diego Comic-Con.

### Seleção de elenco
Em outubro de 2021, Lisette Alexis foi escalada para o papel principal. Em janeiro de 2022, Lyndon Smith, Zuri Reed, Jake Austin Walker, Antonio Cipriano e Jordan Rodrigues foram adicionados ao elenco, com Catherine Zeta-Jones se juntando no mês seguinte. Em abril de 2022, Justin Bartha se juntou à série como ator convidado para reprisar seu papel dos filmes.

### Filmagens
A fotografia principal começou em 12 de fevereiro de 2022 em Baton Rouge. As filmagens mudaram para Santa Fé, Novo México, no final de junho.

## Lançamento
National Treasure: Edge of History estava programada para ser lançada em 14 de dezembro de 2022 no Disney+, com seus dois primeiros episódios disponíveis imediatamente.